# Gian
Gian Fabio Bosco, meglio conosciuto come Gian (Firenze, 30 luglio 1936 – Lavagna, 14 febbraio 2010), è stato un attore e comico italiano.
Il suo nome è legato soprattutto al duo comico Ric e Gian, che fu attivo principalmente nel periodo 1962-1987.

## Biografia

### Gli inizi
Come molti altri artisti legati a Genova (Gino Paoli, Bruno Lauzi, o Luigi Tenco), anche Gian (che all'anagrafe è Gian Fabio e non "Gianfabio", come scritto erroneamente in molti articoli) non nasce nella città, ma a Firenze, a causa del lavoro dei genitori: Sergio Bosco (in arte Sergio Fosco) e Anna Caroli, entrambi attori nella compagnia di Gilberto Govi (presenti nelle versioni televisive dei lavori di Govi). Fa le prime esperienze come attore all'età di otto anni nella compagnia dei genitori, utilizzando il cognome d'arte del padre; inizia anche a fare imitazioni ed entra nella Compagnia dei Bambini formata da Rossaldo).
A diciassette anni ricomincia a recitare con Govi, con cui anni dopo parteciperà alla registrazione televisiva della celebre commedia Maneggi per maritare una figlia (1959). Presto inizia a lavorare con molte altre compagnie, tra cui quella di Gino Bramieri e quella del regista Mario Ferrero.
È appunto lavorando con il comico che, nel 1962, ha occasione di conoscere a Torino, al Maffei, noto teatro dell'epoca in via Principe Tommaso, Riccardo Miniggio, che si esibisce nel locale come ballerino fantasista: i due hanno l'idea di formare un duo comico, e sfruttando le loro conoscenze iniziano ad esibirsi innanzitutto nei locali di Genova e Torino e in breve tempo nelle altre città del nord Italia, con il nome Jerry e Fabio. In breve tempo riescono ad ottenere anche una scrittura in Francia, al Crazy Horse, dove riscuote particolare successo un loro sketch, Lo spogliarello, basato principalmente sulla mimica, in cui interpretano due maldestri giocolieri che tentano di ottenere successo mischiando i giochi acrobatici allo strip tease. È proprio questa scenetta a colpire il produttore cinematografico ed editore Angelo Rizzoli che li ingaggia per girare la pellicola Ischia operazione amore, che uscirà nelle sale nel 1966: è proprio lui a cambiare il loro nome d'arte da Jerry e Fabio a Ric e Gian.

### Da solista: cinema e televisione

Gian con Adriano Celentano in Joan Lui - Ma un giorno nel paese arrivo io di lunedì (1985)

Nei primi anni 80 sempre insieme a Ric lavorò sulla emittente locale Antenna 3 Lombardia in spettacoli sempre in diretta di oltre 4 ore nello studio uno, che conteneva oltre 1000 spettatori e che era sempre gremito con importanti ospiti; qui lanciarono anche la Rettore fino ad allora quasi sconosciuta al grande pubblico. Dopo più di vent'anni di carriera televisiva, teatrale e cinematografica insieme, nel 1987 Ric e Gian decidono di separare le loro strade: Gian Fabio, che ha avuto un'esperienza isolata da solo nel cinema nel 1975, recitando in La banca di Monate di Francesco Massaro, diversifica la sua attività, privilegiando il teatro e il cinema agli spettacoli televisivi. Per il cinema lavora con Adriano Celentano in Joan Lui - Ma un giorno nel paese arrivo io di lunedì, con Neri Parenti in Fratelli d'Italia e Le comiche, con Jerry Calà in Gli inaffidabili, con Sergio Castellitto in Libero Burro e con Vincenzo Salemme in Ho visto le stelle!. Per la televisione è protagonista della sit-com I cinque del quinto piano e recita nel film televisivo di Pier Francesco Pingitore Ladri si nasce, nelle miniserie Tre stelle, Anni '60, Ma il portiere non c'è mai? e Un ciclone in famiglia, tutte in onda su Canale 5, e nella fiction di Raiuno Angelo il custode, con Lino Banfi. Torna alla conduzione televisiva nel 1997, in coppia con Paolo Villaggio, per Da dove chiami, spettacolo in 20 puntate in onda su Rai 2.
Negli anni '80 ha diretto per un breve periodo l'emittente televisiva privata sanremese Canale 31.

### Il teatro
Gian Fabio Bosco ha lavorato in molti spettacoli teatrali: nel 1992 fa parte del cast di Chi fa per tre, con Gianfranco D'Angelo, allestito da Pietro Garinei e tratto da una farsa di Cooney e Hilton, che debutta al Teatro Sistina di Roma e va in scena in tutta Italia per due stagioni. Ha anche recitato in alcune commedie di Gilberto Govi, come Manezzi pè maià nà figgia. Nel 1993-1994 recita invece in Arcobaleno, per la regia di Gino Landi, con Lino Banfi.
Il 1995 è invece l'anno di Sissi di Fritz Kreisler con Aurora Banfi, Daniela Mazzucato, Alessandro Safina, Max Renè Cosotti, sempre con la regia di Gino Landi, che partecipa nel mese di giugno al Festival dell'Operetta del Teatro Verdi (Trieste). L'anno successivo fa parte del cast dello spettacolo itinerante Viva la radio, con Lino Banfi, Rosanna Banfi ed Awanagana. Nel 1997 è chiamato dal Teatro Stabile di Trieste per l'allestimento della Commedia musicale Irma la dolce, con Daniela Giovannetti, mentre nelle tre stagioni successive recita in My Fair Lady con Olivia Cinquemani e Luca Biagini nelle prime due edizioni, e Gaia De Laurentiis e Corrado Tedeschi nella terza. Il 2005 è l'anno di Parenti serpenti, per la regia di Attilio Corsini, commedia amara tratta dall'omonima pellicola diretta da Mario Monicelli, nel ruolo che fu di Paolo Panelli; la moglie è interpretata dalla cantante Miranda Martino.

### La morte
Gian Fabio Bosco, dopo aver vissuto per alcuni anni a Rapallo, muore all'età di 73 anni la sera del 14 febbraio 2010 all'ospedale di Lavagna, dove era ricoverato per un aneurisma aortico; la notizia viene data dal collega e amico di sempre Lino Banfi.
Il funerale si svolse nella Chiesa di San Francesco di Rapallo, dopodiché la salma fu cremata al cimitero di Staglieno; le ceneri riposano nel cimitero di Rapallo.

## Filmografia

### Cinema
- Ischia operazione amore, regia di Vittorio Sala (1966)
- Ric e Gian alla conquista del West, regia di Osvaldo Civirani (1967)
- Lisa dagli occhi blu, regia di Bruno Corbucci (1969)
- Quelli belli... siamo noi, regia di Giorgio Mariuzzo (1970)
- Sesso in testa, regia di Sergio Ammirata (1974)
- La banca di Monate, regia di Francesco Massaro (1976)
- Kakkientruppen, regia di Marino Girolami (1977)
- Joan Lui - Ma un giorno nel paese arrivo io di lunedì, regia di Adriano Celentano (1985)
- Rimini Rimini, regia di Sergio Corbucci (1987) - solo versione televisiva
- Fratelli d'Italia, regia di Neri Parenti (1989)
- Le comiche, regia di Neri Parenti (1990)
- Gli inaffidabili, regia di Jerry Calà (1997)
- Libero Burro, regia di Sergio Castellitto (1999)
- Volesse il cielo!, regia di Vincenzo Salemme (2002) - Voce
- Ho visto le stelle!, regia di Vincenzo Salemme (2003)
- InvaXön - Alieni in Liguria, regia di Massimo Morini (2004)

### Televisione
- Quelli della domenica (1968)
- Quello della porta accanto (1975)
- I cinque del quinto piano (1988)
- Don Tonino, regia di Fosco Gasperi (un episodio) (1989)
- Nonno Felice, episodio Ciak si gira!, regia di Giancarlo Nicotra - sit-com (1992)
- Tre stelle, regia di Pier Francesco Pingitore -(1999)
- Anni '60 (1999)
- Angelo il custode (2001) serie tv
- Un ciclone in famiglia (2004-2008)
- Di che peccato sei?, regia di Pier Francesco Pingitore (2007)
- Un medico in famiglia, episodio 5x12 (2007)

## Discografia

### 33 giri
- 1969 – Il giro del mondo in 45 giri (Fonit Cetra, SPA 17)
- 1970 – Sensational Sanremo story, ovvero Come conquistammo Sanremo (Fonit Cetra)
- 1978 – Supermascanzoni (CCRC)

### 45 giri
- 1968 – Oh Carola/A quindici anni (Ri-Fi)
- 1970 – Oh là là bum l'amore/La mamma è sempre la mamma (Fonit Cetra, JBF 610)
- 1973 – Il madrino/È solo un gioco (Fonit Cetra)
- 1978 – Il lampadario/Crapa pelada, scimmia stonata (CCRC, 4300)
- 1979 – Come un toro nell'arena/L'amour (CCRC, 4301)

### CD
- 1996 – Come un toro nell'arena - Grandi successi